# Tuileries (stacja metra)
Tuileries – dwunasta stacja linii nr 1 w Paryżu.
Stacja znajduje się w 1. dzielnicy Paryża. Została otwarta 13 lipca 1900 r. Nazwa wzięła się od dzielnicy Paryża – Tuilerie.

## W pobliżu
- Ogród Tuileries
- Arc du Carrousel
- gmach Ministerstwa Sprawiedliwości
- plac Vendôme i kolumna Vendôme

## Galeria

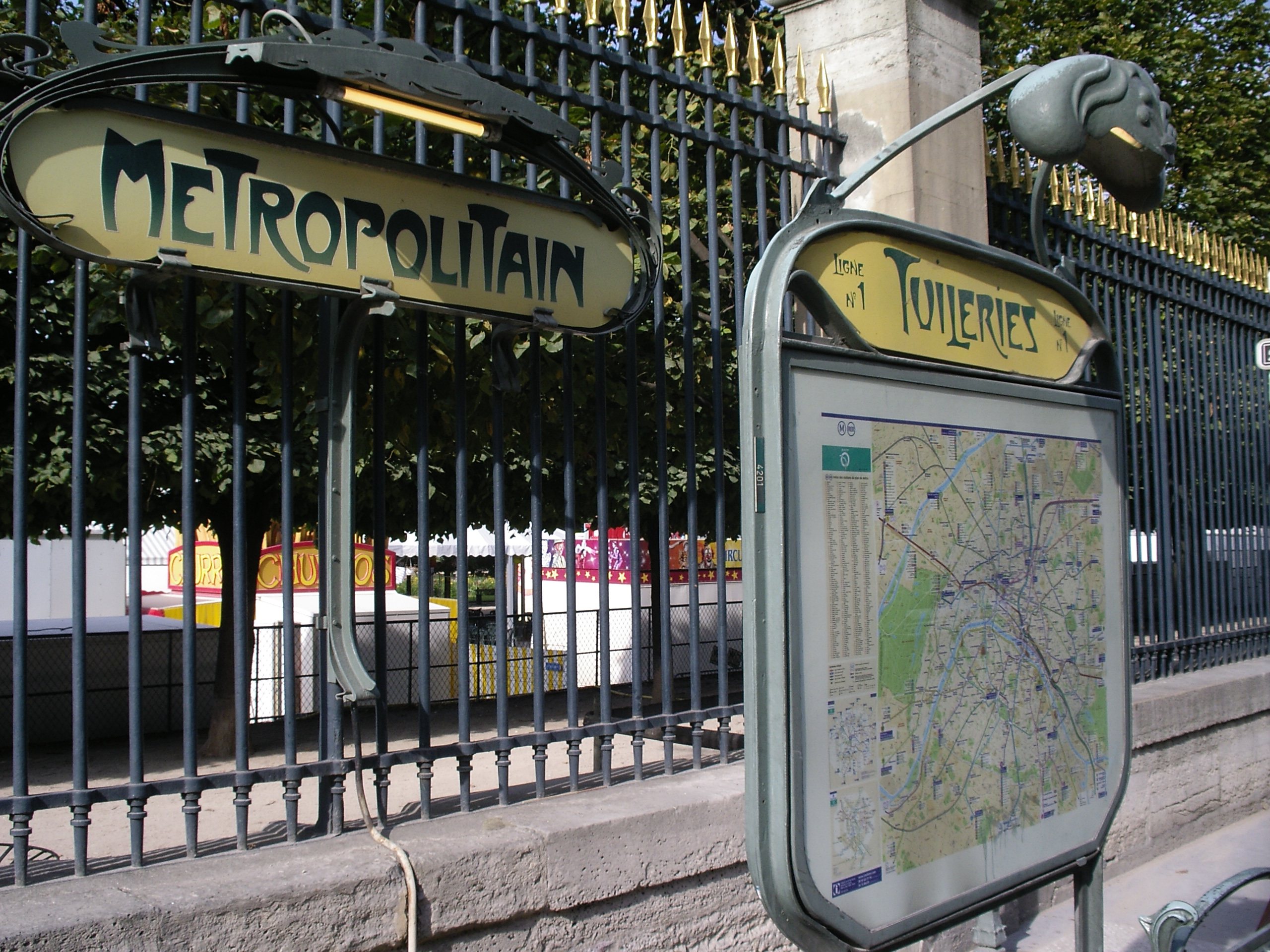
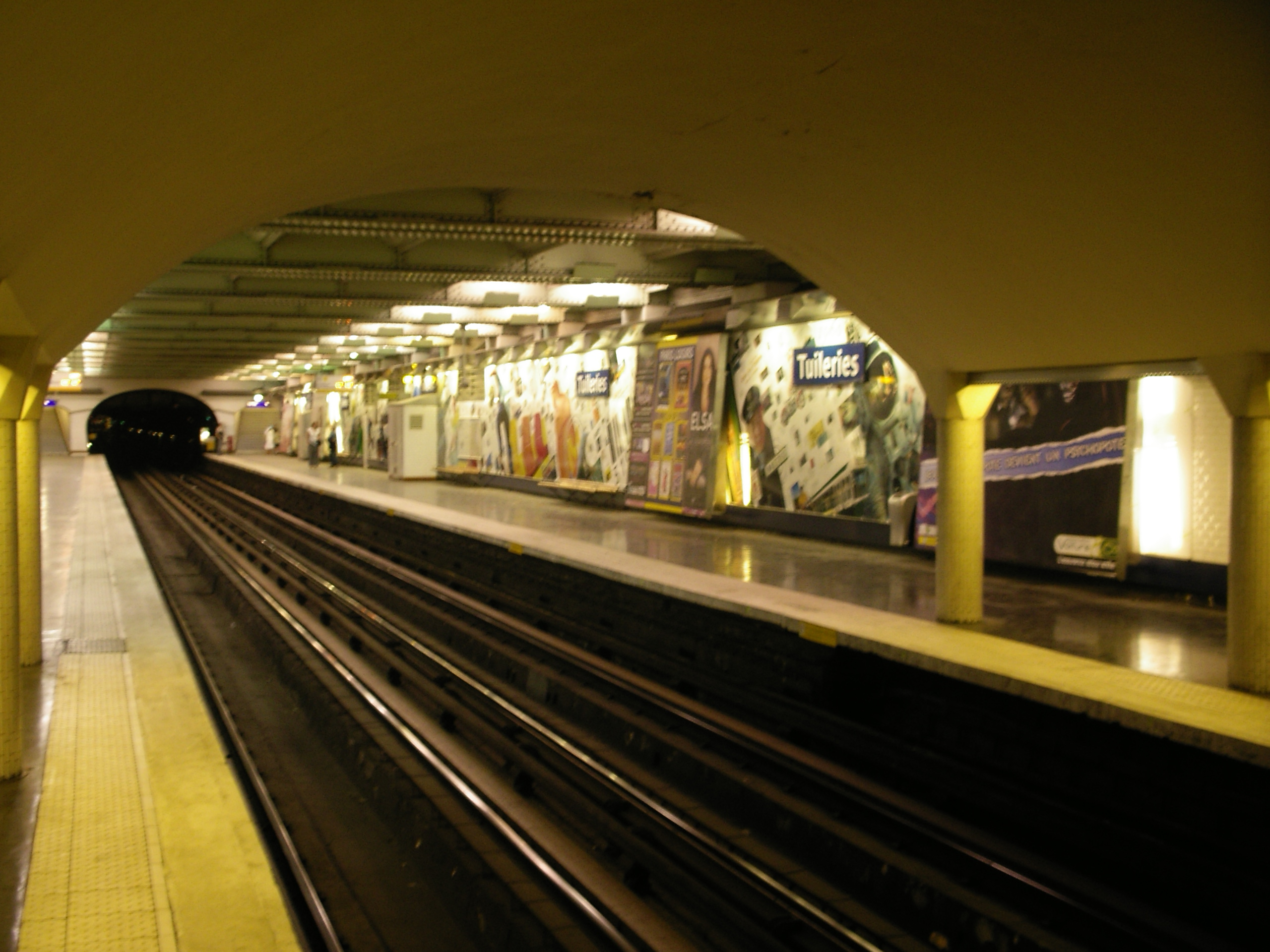
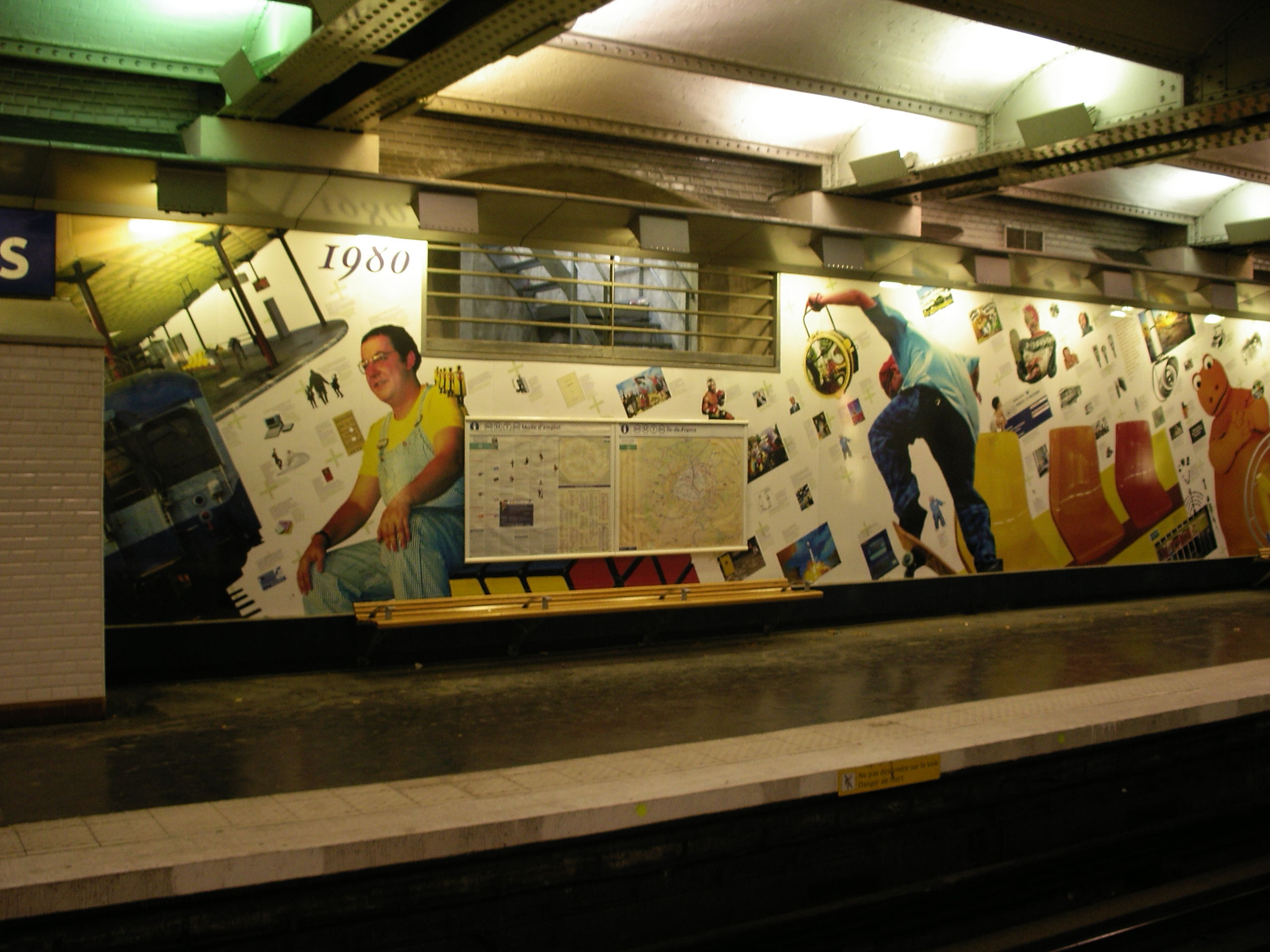
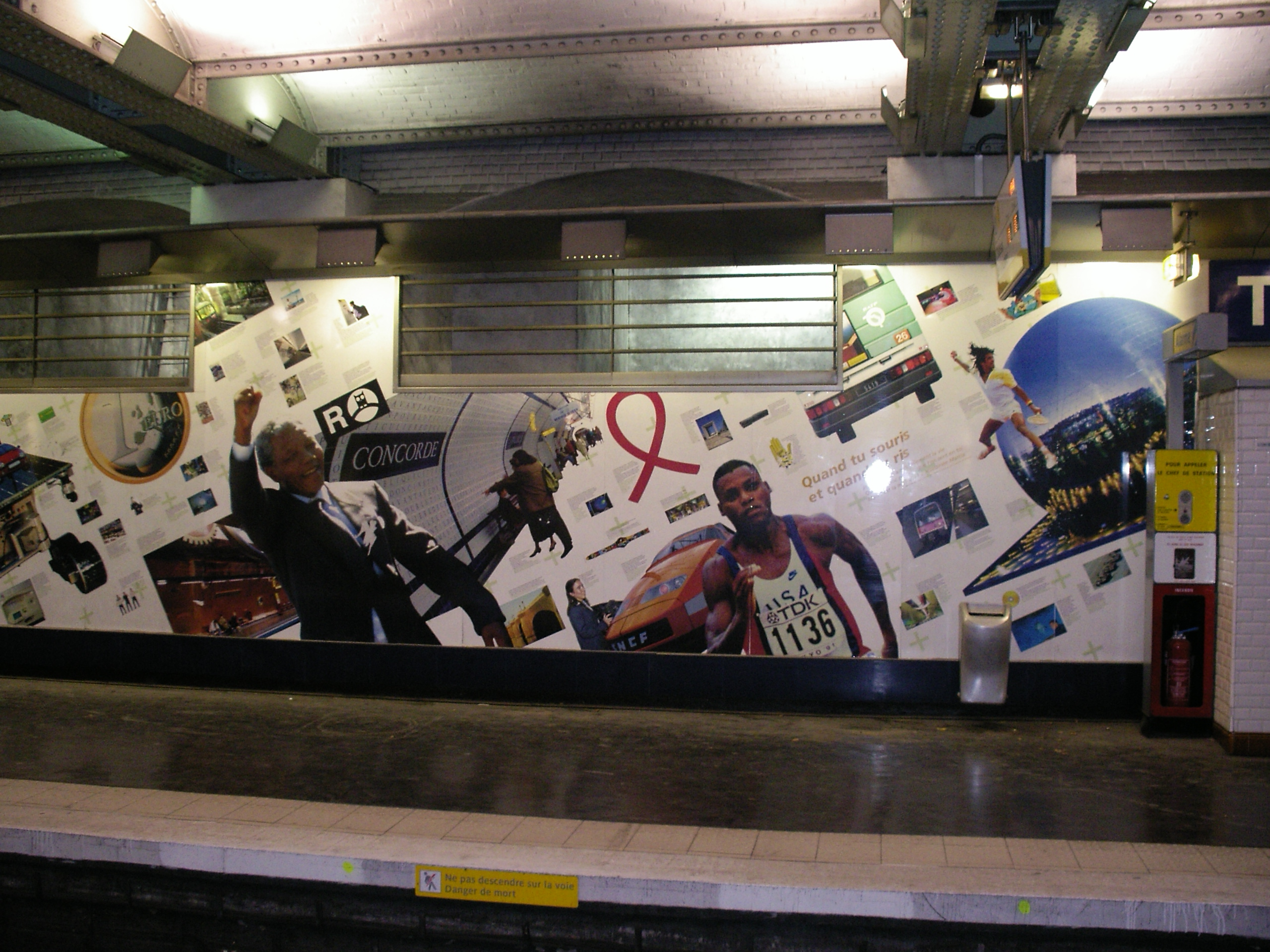